# العلاقات الدنماركية الأمريكية
العلاقات الدنماركية الأمريكية هي العلاقات الثنائية التي تجمع بين الدنمارك والولايات المتحدة.

## مقارنة بين البلدين
هذه مقارنة عامة ومرجعية للدولتين:
| وجه المقارنة                                              | الدنمارك                                                     | الولايات المتحدة                                                                                                  |
| --------------------------------------------------------- | ------------------------------------------------------------ | --- |
| المساحة (كم2)                                             | 42.92 ألف                                                    | 9.83 مليون |
| عدد السكان (نسمة)                                         | 5.79 مليون                                                   | 311.58 مليون |
| الكثافة السكانية (ن./كم²)                                 | 134.9                                                        | 31.7 |
| العاصمة                                                   | كوبنهاغن                                                     | واشنطن العاصمة |
| اللغة الرسمية                                             | اللغة الدنماركية                                             | لغة إنجليزية |
| العملة                                                    | كرونة دنماركية                                               | دولار أمريكي |
| الناتج المحلي الإجمالي (بليون دولار)                      | 324.87 مليار                                                 | 19.39 تريليون |
| الناتج المحلي الإجمالي (تعادل القوة الشرائية) بليون دولار | 278.61 مليار                                                 | 18.04 تريليون |
| الناتج المحلي الإجمالي الاسمي للفرد دولار أمريكي          | 51.99 ألف                                                    | 56.12 ألف |
| الناتج المحلي الإجمالي للفرد دولار أمريكي                 | 45.54 ألف                                                    | 54.63 ألف |
| مؤشر التنمية البشرية                                      | 0.900                                                        | 0.920 |
| رمز المكالمات الدولي                                      | +45                                                          | +1 |
| رمز الإنترنت                                              | .dk                                                          | .us، حكومة، .mil، Edu.                                                                                            |
| المنطقة الزمنية                                           | توقيت وسط أوروبا، ت ع م+02:00، ت ع م+01:00، أوروبا/كوبنهاجن ‏ | توقيت ساموا الأمريكية، توقيت أطلنطي موحد، منطقة زمنية وسطى، توقيت ألاسكا ‏، المنطقة الزمنية الجبلية، توقيت تشامرو ‏ |

## مدن متوأمة
في ما يلي قائمة باتفاقيات التوأمة بين مدن دنماركية وأمريكية:
- ترتبط أودنسه مع كولومبوس باتفاقية توأمة منذ 22 أبريل 1989.[17][17][17][17]
- ترتبط Aalborg Municipality [الإنجليزية]‏ مع راسين باتفاقية توأمة منذ 1971.[18][18][19][20]
- ترتبط هيليسينكور مع لاك إلسينوري باتفاقية توأمة منذ 1992.[21][22]
- ترتبط Varde Municipality [الإنجليزية]‏ مع سان ماتيو باتفاقية توأمة.
- ترتبط آلبورغ مع سولفانغ باتفاقية توأمة منذ 1997.[23][24][25][26]

## منظمات دولية مشتركة
يشترك البلدان في عضوية مجموعة من المنظمات الدولية، منها:
| علم المنظمة | اسم المنظمة                               | تاريخ انضمام الدنمارك | تاريخ انضمام الولايات المتحدة |
| ----------- | ----------------------------------------- | --------------------- | ----------------------------- |
|             | حلف شمال الأطلسي                          | 4 أبريل 1949          | 4 أبريل 1949                  |
|             | نظام تحكم تكنولوجيا القذائف               | 1990                  | 1987                          |
|             | مجموعة الموردين النوويين                  | ?                     | ?                             |
|             | مؤسسة التنمية الدولية                     | 30 نوفمبر 1960        | 24 سبتمبر 1960                |
|             | منظمة التجارة العالمية                    | 1995                  | ?                             |
|             | المركز الدولي لتسوية المنازعات الاستشارية | 24 مايو 1968          | 14 أكتوبر 1966                |
|             | مجموعة أستراليا                           | 1985                  | 1985                          |
|             | وكالة ضمان الاستثمار متعدد الأطراف        | 12 أبريل 1988         | 12 أبريل 1988                 |
|             | البنك الدولي للإنشاء والتعمير             | 30 نوفمبر 1960        | 27 ديسمبر 1945                |
|             | منظمة حظر الأسلحة الكيميائية              | ?                     | ?                             |
|             | منظمة التعاون الاقتصادي والتنمية          | ?                     | ?                             |
|             | منظمة الشرطة الجنائية الدولية             | ?                     | ?                             |
|             | الاتحاد البريدي العالمي                   | ?                     | ?                             |
|             | اتفاقية السماوات المفتوحة                 | ?                     | ?                             |
|             | الفريق المعني برصد الأرض                  | ?                     | ?                             |
|             | بنك التنمية الآسيوي                       | 1966                  | 1966                          |
|             | مركز تنسيق الحركة في أوروبا ‏              | ?                     | ?                             |
|             | منظمة الأمن والتعاون في أوروبا            | 25 يونيو 1973         | 25 يونيو 1973                 |
|             | الاتحاد الدولي للاتصالات                  | 1866                  | 1 يوليو 1908                  |
|             | مؤسسة التمويل الدولية                     | 20 يوليو 1956         | 20 يوليو 1956                 |
|             | يونسكو                                    | 4 نوفمبر 1946         | 4 نوفمبر 1946                 |
|             | الأمم المتحدة                             | 24 أكتوبر 1945        | 24 أكتوبر 1945                |
|             | المجلس القطبي                             | ?                     | ?                             |
|             | البنك الإفريقي للتنمية                    | ?                     | ?                             |

## أعلام
هذه قائمة لبعض الشخصيات التي تربطها علاقات بالبلدين:
- آناصوفيا روب (8 ديسمبر 1993 – )
- ألكسيس بلدل (ممثلة أمريكية، 16 سبتمبر 1981 – )
- أناييز نين (21 فبراير 1903[38][39][40] – 14 يناير 1977[38][39][40])
- أوما ثورمان (ممثلة أمريكية، 29 أبريل 1970[41][42][43] – )
- إليجاه وود (ممثل أمريكي، 28 يناير 1981[44][45][46] – )
- إليزا دوشكو (ممثلة أمريكية، 30 ديسمبر 1980 – )
- إيغي بوب (21 أبريل 1947[47][48][49] – )
- بن روي موتيلسون (9 يوليو 1926[50][51][52] – )
- بيتي وايت (17 يناير 1922[53][54][55] – )
- جانيت لي (ممثلة أمريكية، 6 يوليو 1927[56][57][58] – 3 أكتوبر 2004[56][57][58])
- جيمي لي كرتيس (22 نوفمبر 1958[59][60][61] – )
- سكارليت جوهانسون (ممثلة ومغنية وعارضة من اصول يهودية، 22 نوفمبر 1984[62][63][64] – )
- فيجو مورتينسين (ممثل أمريكي، 20 أكتوبر 1958[65][66][67] – )
- فيرونيكا لاك (14 نوفمبر 1922[68][69][70] – 7 يوليو 1973[69][70][71])
- ليسلي نيلسن (ممثل كندي، 11 فبراير 1926[72][73][74] – 28 نوفمبر 2010[72][74][75])

## وصلات خارجية
- موقع وزارة الخارجية الدنماركية
- موقع وزارة الخارجية الأمريكية